# Imigrante
Imigrante es un municipio brasileño del estado de Rio Grande do Sul. Tiene una población estimada, en 2021, de 3103 habitantes.
Está ubicado a una latitud de 29º21'19" sur y una longitud de 51º46'37" oeste, a una altitud de 100 metros sobre el nivel del mar.
Ocupa una superficie de 71,72 km².